# Karašinđerđ
Karashëngjergj en albanais et Karašinđerđ en serbe latin (en serbe cyrillique : Карашинђерђ) est une localité du Kosovo située dans la commune/municipalité de Prizren et dans le district de Prizren/Prizren. Selon le recensement kosovar de 2011, elle compte 1 099 habitants.

## Démographie

### Évolution historique de la population dans la localité
| 1948 | 1953 | 1961 | 1971 | 1981 | 1991 | 2011  |
| ---- | ---- | ---- | ---- | ---- | ---- | ----- |
| 481  | 522  | 605  | 805  | 914  | 920  | 1 099 |

|  |

### Répartition de la population par nationalités (2011)
En 2011, les Albanais représentaient 99,64 % de la population.